# Бёзенбизен
Бёзенбизен (фр. Boesenbiesen) — коммуна на северо-востоке Франции в регионе Гранд-Эст (бывший Эльзас — Шампань — Арденны — Лотарингия), департамент Нижний Рейн, округ Селеста-Эрстен, кантон Селеста. До марта 2015 года коммуна административно входила в состав упразднённого кантона Маркольсайм (округ Селеста-Эрстен).
Площадь коммуны — 3,81 км², население — 296 человек (2006) с тенденцией к росту: 310 человек (2013), плотность населения — 81,4 чел/км².

## Население
Население коммуны в 2011 году составляло 301 человек, в 2012 году — 303 человека, а в 2013-м — 310 человек.
| 1962 | 1968 | 1975 | 1982 | 1990 | 1999 | 2006 | 2008 | 2011 | 2012 | 2013 |
| ---- | ---- | ---- | ---- | ---- | ---- | ---- | ---- | ---- | ---- | ---- |
| 222  | 227  | 229  | 237  | 239  | 272  | 296  | 299  | 301  | 303  | 310  |

Динамика населения:

## Экономика
В 2010 году из 189 человек трудоспособного возраста (от 15 до 64 лет) 144 были экономически активными, 45 — неактивными (показатель активности 76,2 %, в 1999 году — 73,6 %). Из 144 активных трудоспособных жителей работали 144 человека (76 мужчин и 68 женщин), безработных зарегистрировано не было. Среди 45 трудоспособных неактивных граждан 19 были учениками либо студентами, 19 — пенсионерами, а ещё 7 — были неактивны в силу других причин.

## Достопримечательности (фотогалерея)

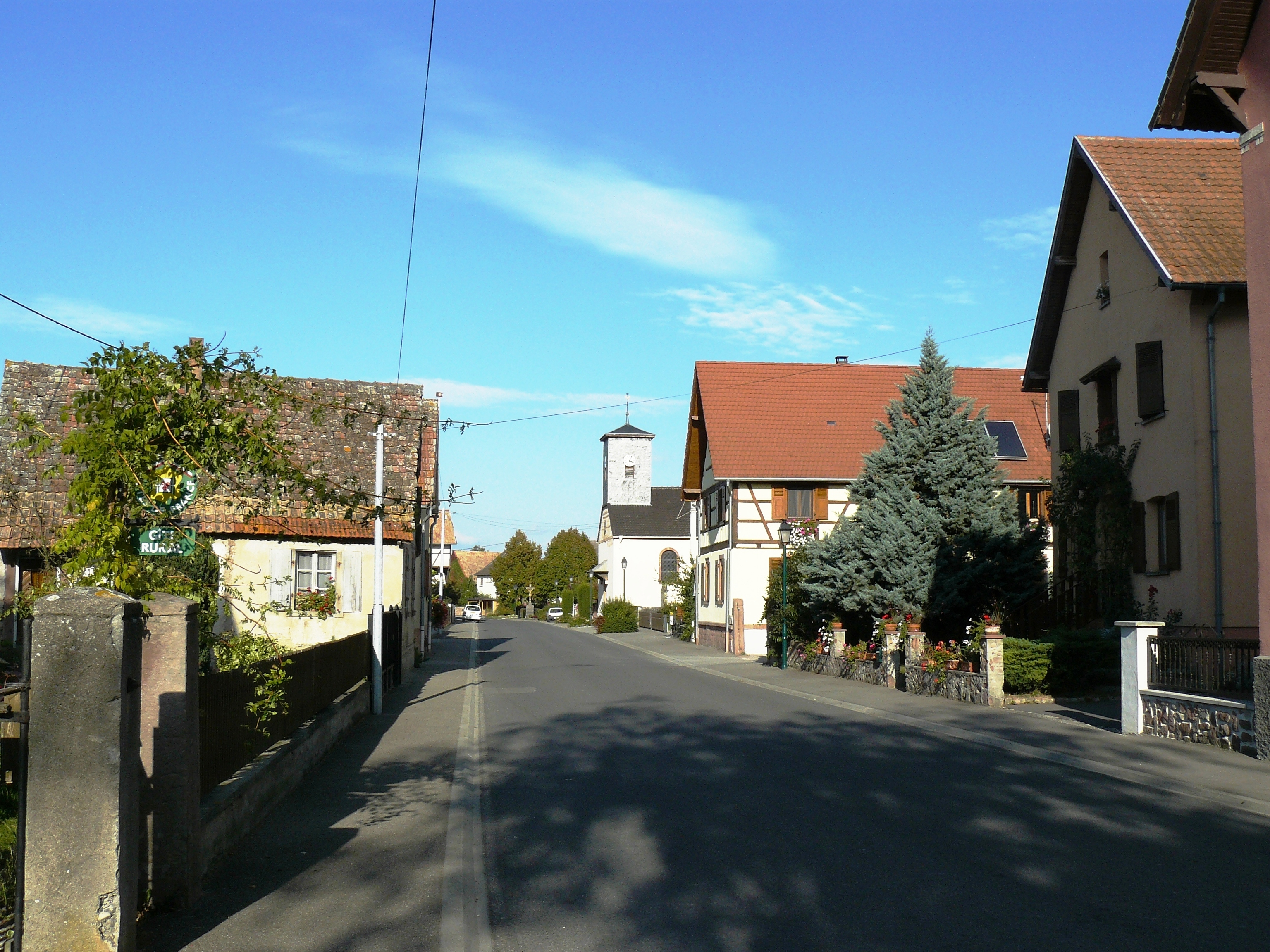
Улица в центре
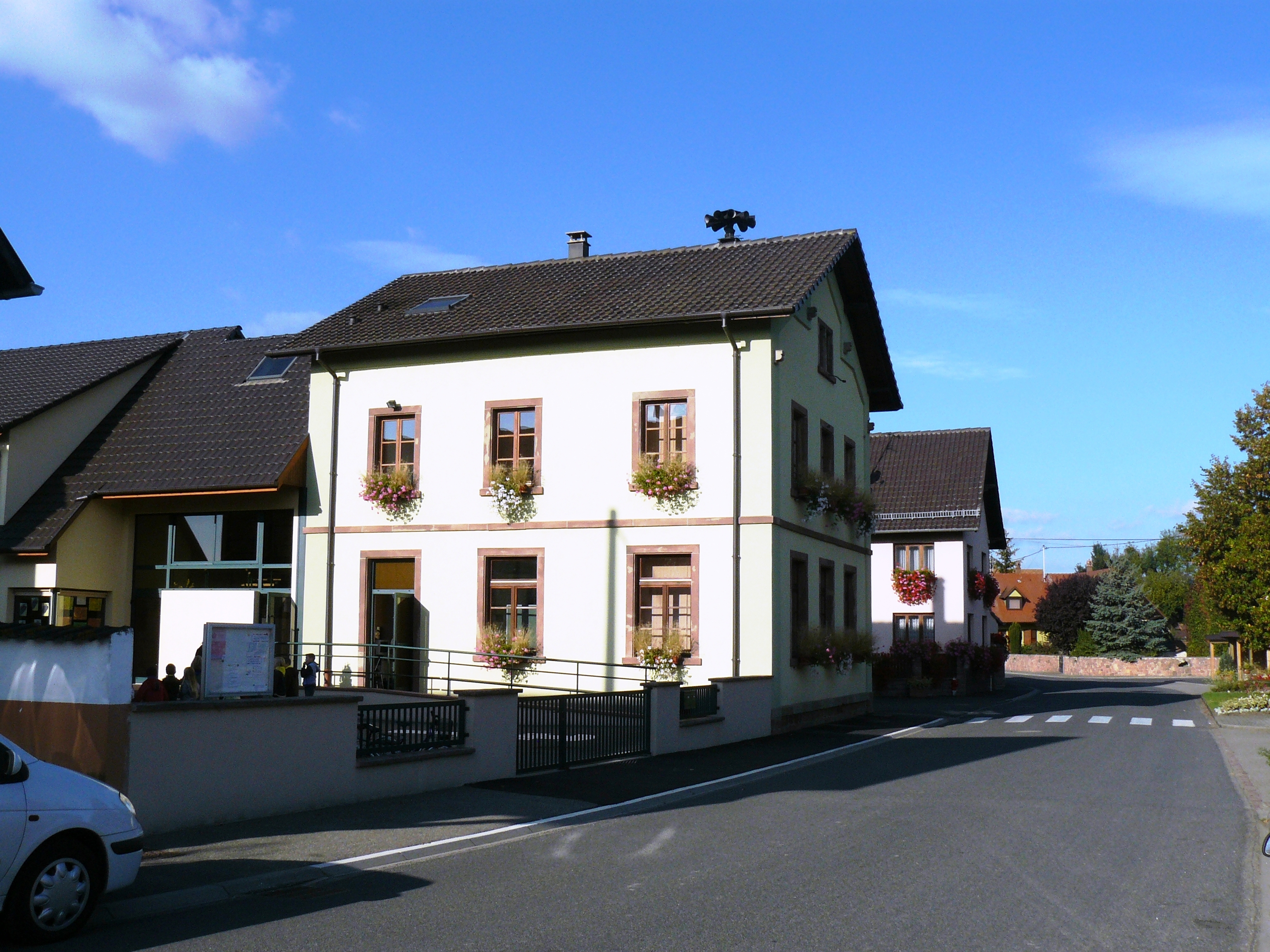
Школа-мэрия
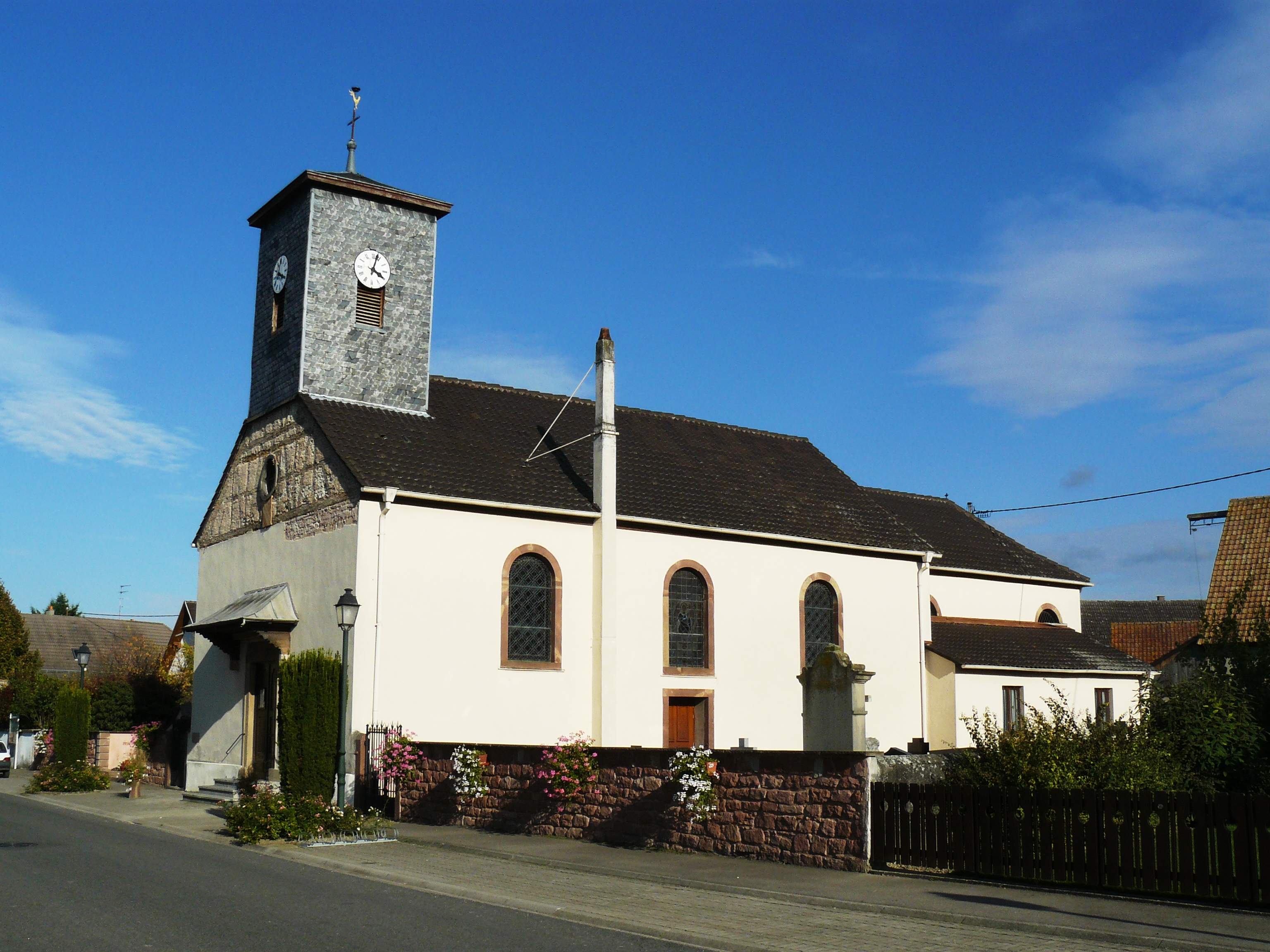
Церковь